# 松尾紀明
松尾 紀明（まつお のりあき、1971年（昭和46年）7月27日 - ）は元ニッポン放送制作部所属のディレクター。現職は日本映画放送編成制作部所属。

## 人物・経歴
神奈川県出身、東京大学教育学部卒業。学芸員の資格保有。「卒業時に聴いていたラジオはニッポン放送のみ」という理由で1995年に入社（『YUZU ON AIR』での記述）。
『いきものがかり吉岡聖恵のオールナイトニッポン』では「芭蕉さん」と呼ばれていた。過去には「東大くん」「赤門松尾」「松尾伴内」「チャコちゃん（aiko命名）」などと呼ばれていた。
また、深夜番組でディレクターがいない際、代理のディレクターを行っていた。
最近では『ナインティナインのオールナイトニッポン』でディレクターの角銅秀人が入院している間、代理をつとめた。そのため、ナインティナインからは「困った時の松尾D」と言われていた。
入社から2006年3月までは制作部のディレクターを務め、スポーツ部に異動。
2009年6月から再び制作部に復帰したが、その後異動になり現在は日本映画放送（放送当時は日本映画衛星放送）に出向したことが2014年7月24日の『ナイナイのオールナイト』での宗岡芳樹不在対応ネタで明らかになった。
ラジオドラマMAICO2010の登場人物・マツオのモデルになったこともある。
2007年9月結婚。結婚式にはかつて担当していた番組のパーソナリティのくりぃむしちゅー・aiko・ゆずなどが駆けつけた。そのときの来賓の人のスピーチが印象的だったため、『くりぃむしちゅーのオールナイトニッポン』やゆずが出演した『ミュージックステーション』（テレビ朝日）でネタにされていた。
2016年6月17日に一夜限りで復活した『くりぃむしちゅーのオールナイトニッポン』の冒頭にて、離婚していたことが明らかになった。20年来の親友である石川昭人は前年の11月から離婚についての相談を受けており、実際に離婚したのは2016年の年明けだった。（石川・ホンマ・ぶるんのBe-side Your Life 528回配信）

## ニッポン放送時代に担当していた番組
- 女子高生サイコー!?裁判SHOW!!
- 荘口彰久のオールナイトニッポンR
- ゆずのオールナイトニッポン
- ネプチューンのallnightnippon SUPER!
- aikoの@llnightnippon.com（aikoのオールナイトニッポン）
- あなたがいるから、矢口真里（2003年11月 - 2005年1月放送）
- 土屋礼央のオールナイトニッポンR→土屋礼央の@llnightnippon.com→土屋礼央のオールナイトニッポン（2002年4月 - 2005年6月放送）
- 知ってる?24時。
- くりぃむしちゅーのオールナイトニッポン（番組開始時 - 2006年3月14日）
- 笑福亭鶴瓶 日曜日のそれ
- 小泉総理 ラジオで語る
- 松本ひでおのショウアップナイターGO!GO!
- ショウアップナイター（2006年 - 2009年シーズン交流戦）
- いきものがかり吉岡聖恵のオールナイトニッポン
- 上柳昌彦 ごごばん!（月曜日担当）